# Мультилатерализм
Мультилатерали́зм — организация международных внешнеэкономических отношений, основанных на механизмах, позволяющих каждой стране пользоваться привилегиями в отношениях со всеми партнёрами.
Отличным от мультилатерализма является политика билатерализма, предполагающая построение торгово-экономических отношений в рамках двусторонних межгосударственных соглашений.